# Lingue dyirbaliche
Le lingue dyirbaliche sono un gruppo linguistico che forma un ramo delle lingue pama-nyunga. Esse sono: 
- lingua dyirbal (codice ISO 639-3 dbl), che dà il nome al gruppo
- lingua nyawaygi (nty)
- lingua warrgamay (wgy)